# Hancornia speciosa
Hancornia speciosa là một loài thực vật có hoa trong họ La bố ma. Loài này được Gomes mô tả khoa học đầu tiên năm 1812.

## Hình ảnh

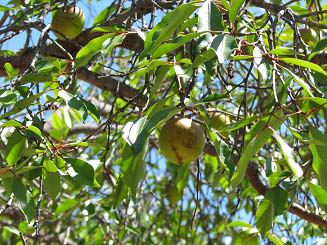
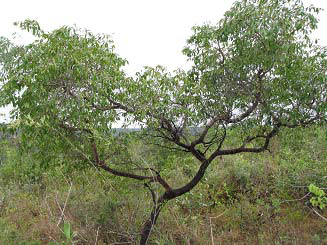
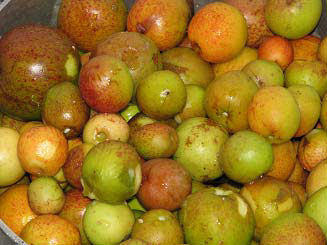
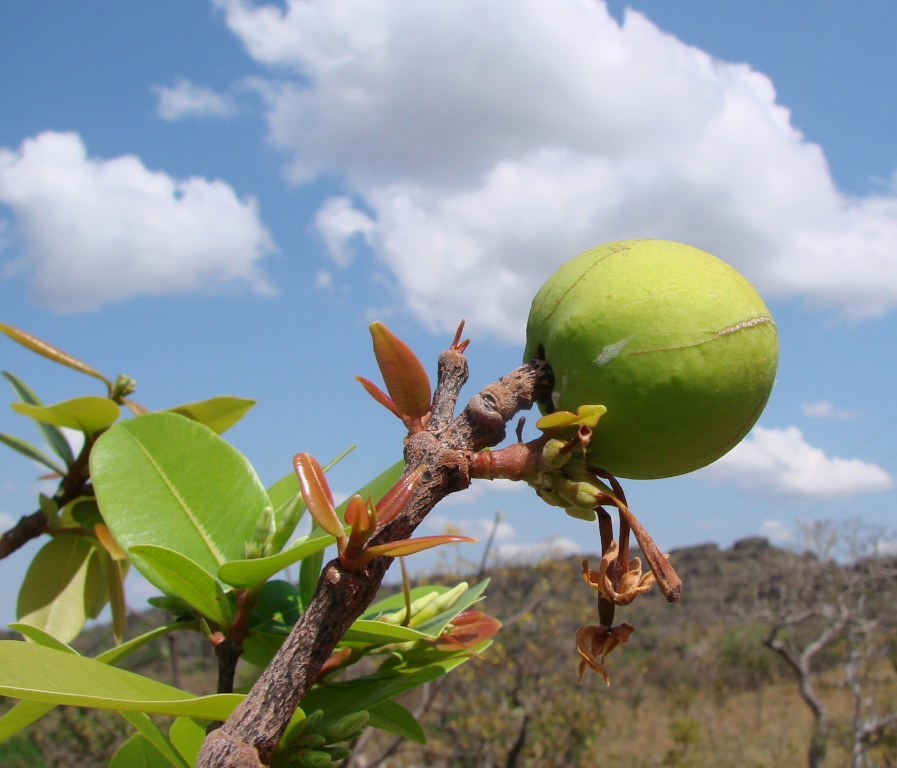